# Musée Ernest Cognacq

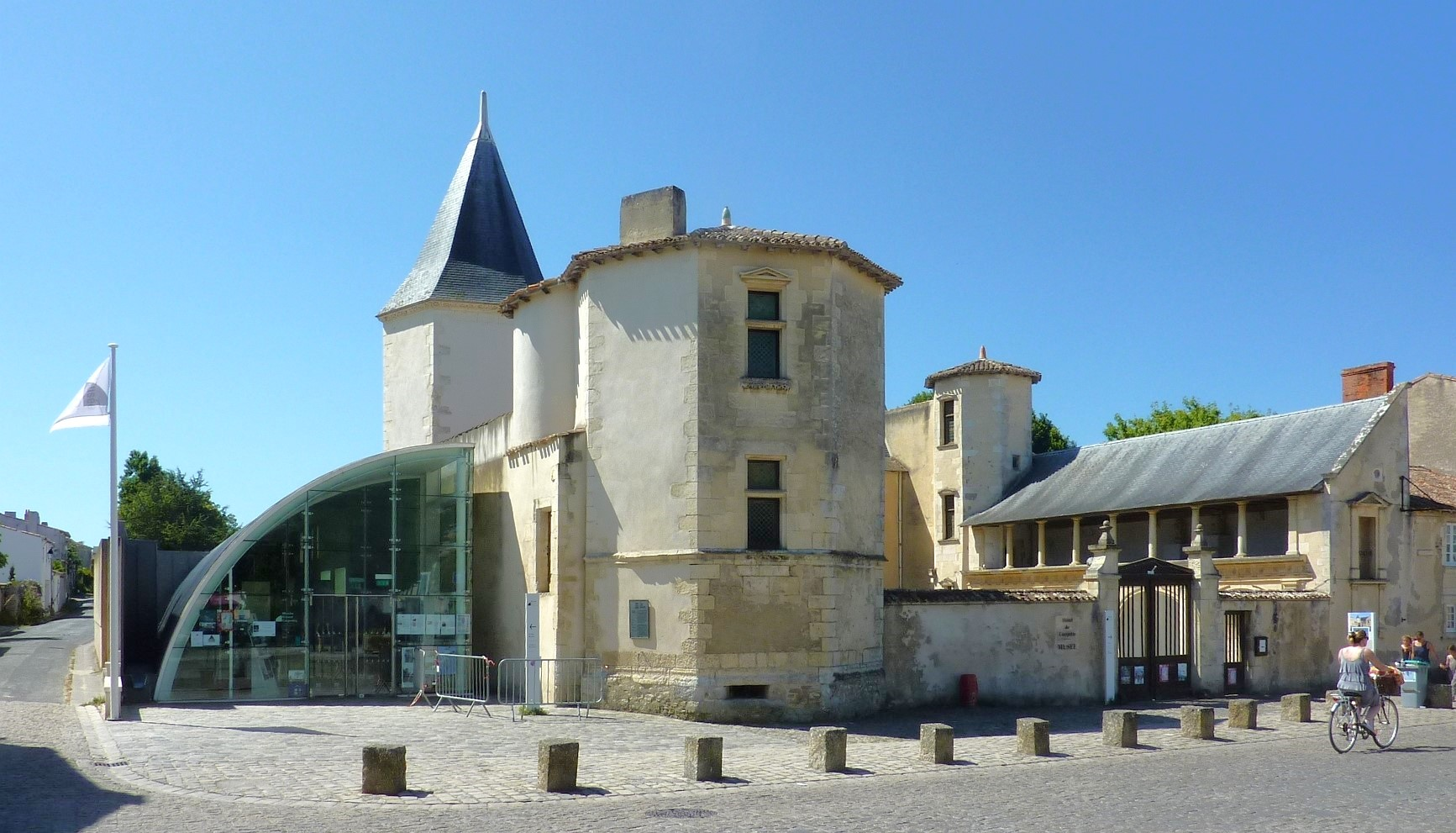
Das Musée Ernest Cognacq

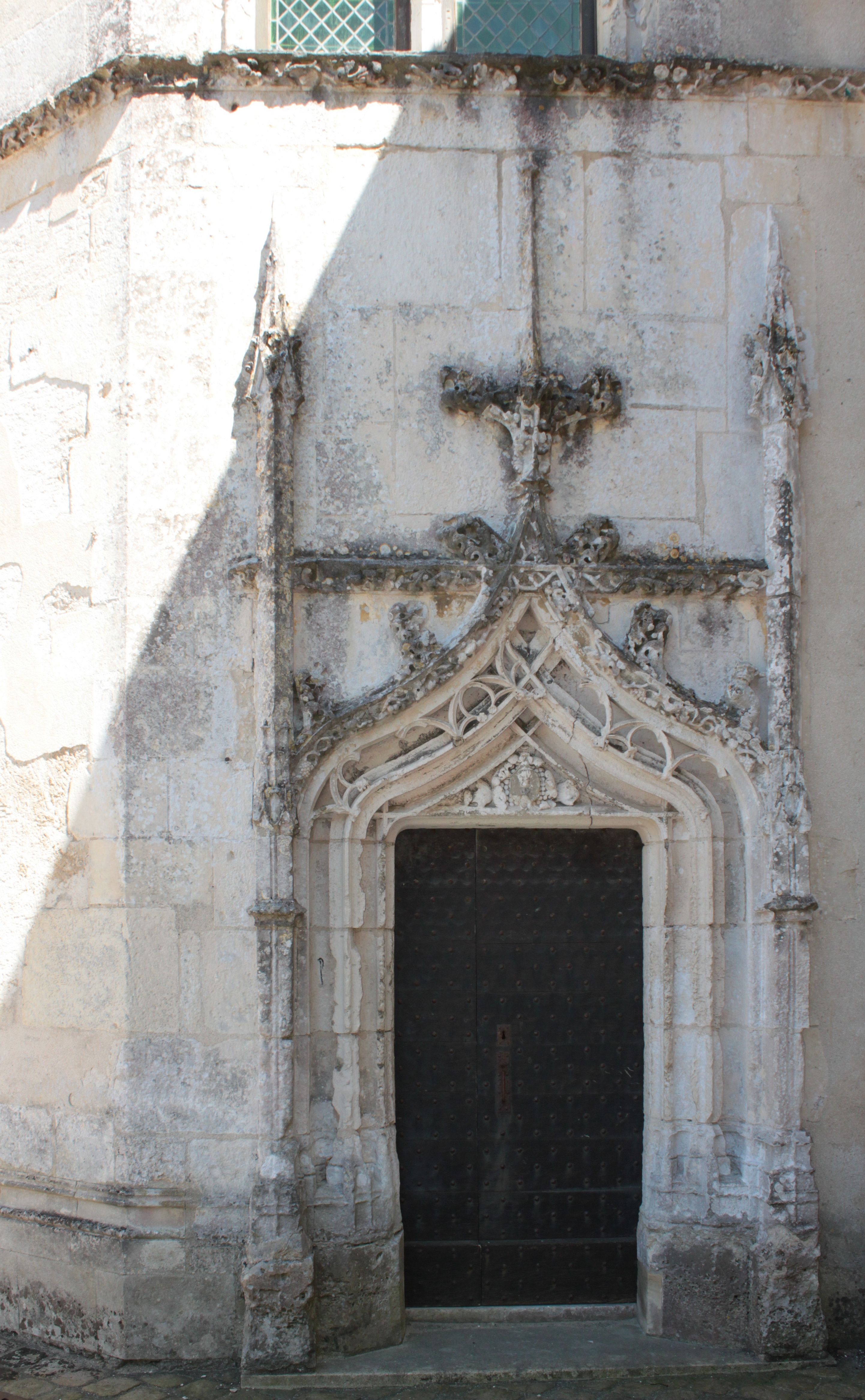
Das Flamboyantportal

Das Musée Ernest Cognacq befindet sich in Saint-Martin-de-Ré auf der Île de Ré im Département Charente-Maritime in Frankreich. Das Bauwerk ist auch als Abbaye (deutsch: Abtei), als Château des Seigneurs de Rhé oder als Hôtel de Clerjotte bekannt und ist seit dem Jahr 1929 als Monument historique klassifiziert. Das Museum ist nach seinem Förderer Ernest Cognacq benannt.

## Beschreibung
Das im Kern gotische heutige Museumsbauwerk wurde zwischen 1470 und 1480 von Louis Clergeat erbaut, Grundherr der Île de Ré. Er nannte es das Haus von Clergeatte, woraus später das Hôtel de Clerjotte wurde. Aus dieser Erbauungszeit stammt das Hauptgebäude, das von einem Turm flankiert wird, in dem sich eine Wendeltreppe und ein Portal im Stil der Flamboyantgotik befinden. Ende des 16. und Anfang des 17. Jahrhunderts wurde die mittelalterliche Architektur um zwei Gebäudeflügel erweitert, die wiederum von der Spätrenaissance inspiriert waren. Sie ruhen auf einer Reihe von Arkaden, die von dorischen Pilastern unterbrochen werden, die ein gemeißeltes Gebälk tragen. Eine Galerie mit durchbrochenen Säulen befindet sich im rechten Flügel, die mit dem mittelalterlichen Gebäude durch einen polygonalen Turm mit Öffnungen verbunden sind, die von dreieckigen Giebeln unterstrichen werden.
Bis ins 20. Jahrhundert diente das Anwesen als Militärarsenal. 1929 wurde es zum ersten Mal unter Denkmalschutz gestellt und in den 1950er Jahren an die Stadt Saint-Martin-de-Ré verkauft, die es in ein städtisches Museum umwandelte. Hier werden die durch Ernest Cognacq aufgekauften Sammlungen sowie die Bestände des Marinemuseums ausgestellt. Der Zugang erfolgt über einen modernen Anbau aus dem Jahr 2006.